# 春宮すず
春宮 すず（英文名：Suzu Harumiya、はるみや すず、1996年10月1日 - ）は、日本の元AV女優。ティーパワーズ所属。

## 略歴・人物
大阪府出身。2015年8月にAVデビューし、2作品に出演して活動を休止。
2016年5月、マックス・エーの専属女優として活動を再開。
2018年5月7日のTwitterの交信が途絶え、さらにAVの方も同日発売のアタッカーズの作品を最後にリリースがなくなり引退状態。
趣味はお菓子作り、特技は歌。

## 出演作品

### アダルトDVD
2015年
- 新人 Debut!（月14日、MAX-A）
- 春宮すずの憂鬱（9月11日、MAX-A）

2016年
- セカンドインパクト 春宮すずの復活（5月25日、MAX-A）
- 陵辱学園（6月13日、MAX-A）共演:美咲あや
- 濃交 春宮すずのリアルセックス（7月25日、MAX-A）
- 官能小説 義母は十九歳 未亡人、渇望の悦涙（8月25日、MAX-A）
- 限界突破 敏感BODY 絶叫ケイレンFUCK（9月25日、MAX-A）
- 一度は経験してみたい!! 美少女泡姫桃源郷（10月25日、MAX-A）
- 汗まみれ 密着セックス（12月8日、MAX-A）
- 春宮すずが行く!! 突撃路上逆ナンパDX（12月25日、MAX-A）

2017年
- 人生初!生中出しSEX 密着ドキュメント!（1月25日、MAX-A）
- 人生初の大量オチッコ4L超絶スプラッシュ解禁（2月25日、MAX-A）
- MAX-A☆ベストコレクション 春宮すず4時間（3月25日、MAX-A）※ベスト版
- 「私、男の人を舐めるのが大好きなんです」 妄想少女の舐め回しSEX（4月6日、SODクリエイト）
- 「私の好きに責めていいですか?」 杭打ちピストン騎乗位でフィニッシュは中出し（5月3日、SODクリエイト）
- マジックミラー号 「えっ、撮影始まってるんですか!?」 現役女子大生AV女優、春宮すずちゃんの自宅・大学に勝手にアポなし訪問・AV撮影! 友達の目の前で生まれて初めて経験するミラー越しの赤面羞恥即ズボSEX!!（6月1日、SODクリエイト）
- 明るい笑顔!タプタプの胸!ヌキあり!で下半身を癒してくれる銭湯の看板娘（7月20日、SODクリエイト）
- フライングゲット 何もしらなかったAVアイドル達のデビュー前面接蔵出しお宝映像集（9月25日、MAX-A）他出演:大倉みゆ、ももき希、河井美香、秋吉花音、白咲ゆず、神田るな、美空杏、菅野紗世、有花もえ
- これ、きみだよね（12月19日、ATTACKERS）

2018年
- 完全屈服暴姦 4（2月1日、ATTACKERS）
- 副担任小鳥遊萌花の桃色遊戯（2月25日、ATTACKERS）
- 夫の目の前で犯されて - 積年の欲望 - (4月13日、ATTTACKERS)
- 貞操帯の女 24（5月7日、ATTACKERS）

### イメージDVD
- Suzu 春宮すずの再誕（2016年6月16日、REbecca）
- 春宮すずが好きすぎて春宮すずが彼女になってた（2017年5月25日、GRAPHIS）
- Suzu2 春宮すずの遠征（2017年7月6日、REbecca）

## テレビ
- 魚拓と成瀬のツキとスッポンぽん #155,#156（2017年8月20日,27日、パチ・スロ サイトセブンTV）

## 写真集
- はるかぜ（2017年6月7日、双葉社、撮影：福島裕二）ISBN　978-4575312645